# Huis Muzaka
Het huis Muzaka (Albanees: Shtëpia e Muzakajve) was een Albanese dynastie die van 1280 tot 1444 over het vorstendom Muzaka in centraal- en zuid-Albanië regeerden. Het was een van de belangrijkste Albanese adellijke families gedurende de middeleeuwen. De heerschappij van de familie besloeg het gebied dat overeenkomt met het huidige prefectuur Berat, de gelijknamige stad was tevens de plek waar het kasteel van de familie stond gevestigd. Op zijn territoriale hoogtepunt besloeg het vorstendom Muzaka onder despoot Andrea II ook delen in het huidige westen van Noord-Macedonië en noorden van Griekenland.

## Geschiedenis

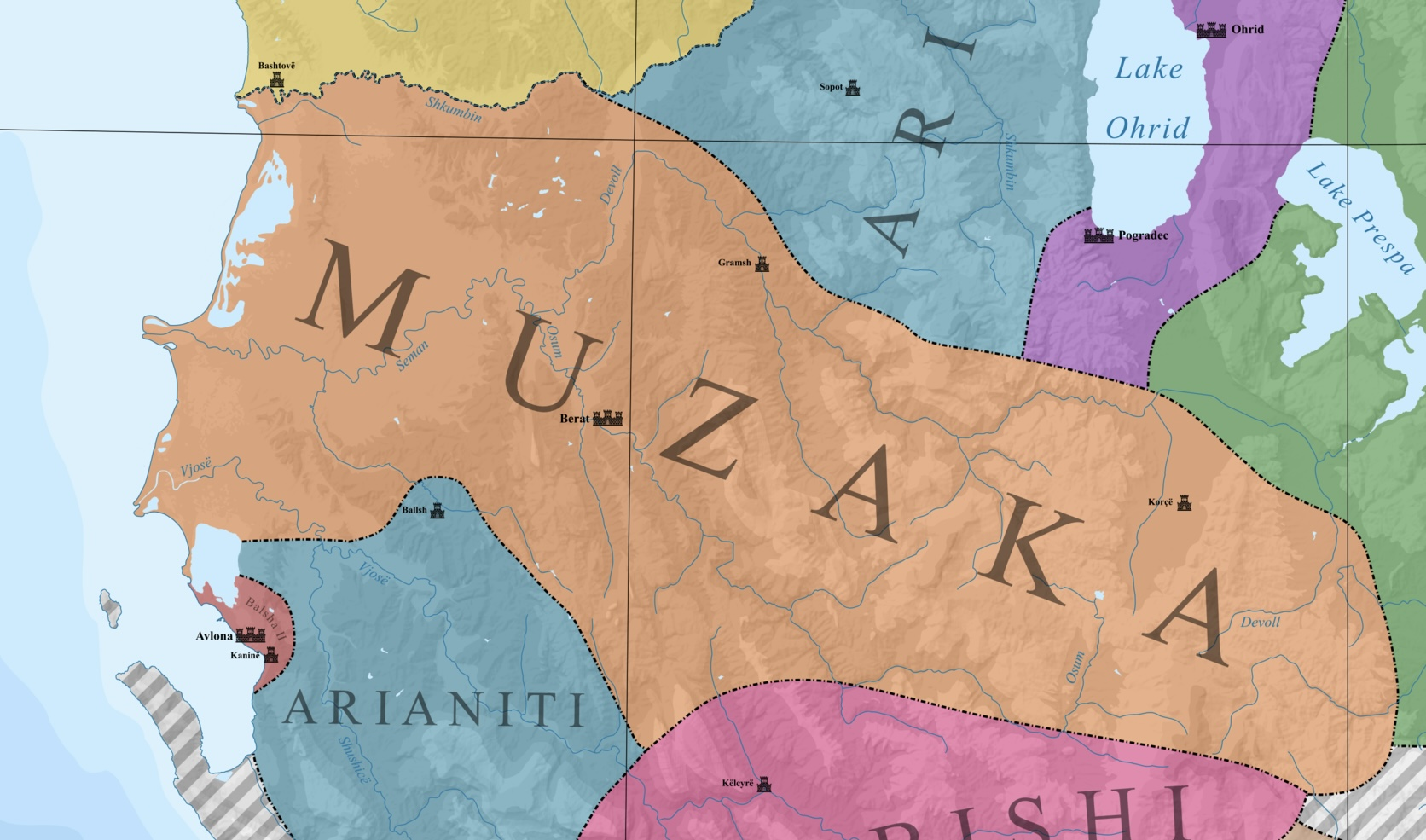
Het vorstendom Muzaka in 1390.

De familie wordt voor het eerst genoemd in 1090 door de Byzantijnse historicus Anna Komnene. De wortels van de Muzaka-dynastie lagen in een klein dorpje in de omgeving Korçë, het zuiden van Albanië. Hun wapen was, net als vele Albanese dynastieën, de tweekoppige adelaar en ze hingen de oosters-orthodoxe kerk aan.

Stamvader was Gjon I Muzaka. Andrea I Muzaka, maarschalk van Albanië, breidde de familie verder uit. Zijn zoon Teodor I Muzaka volgde hem op. De kleinzoon van Andrea I, Andrea II Muzaka, wist omstreeks het jaar 1340 de Servische overheersing in Albanië te beëindigen. Zijn titel werd hierdoor gepromoveerd tot despoot. Onder Andrea II bereikte het vorstendom zijn territoriale hoogtepunt.

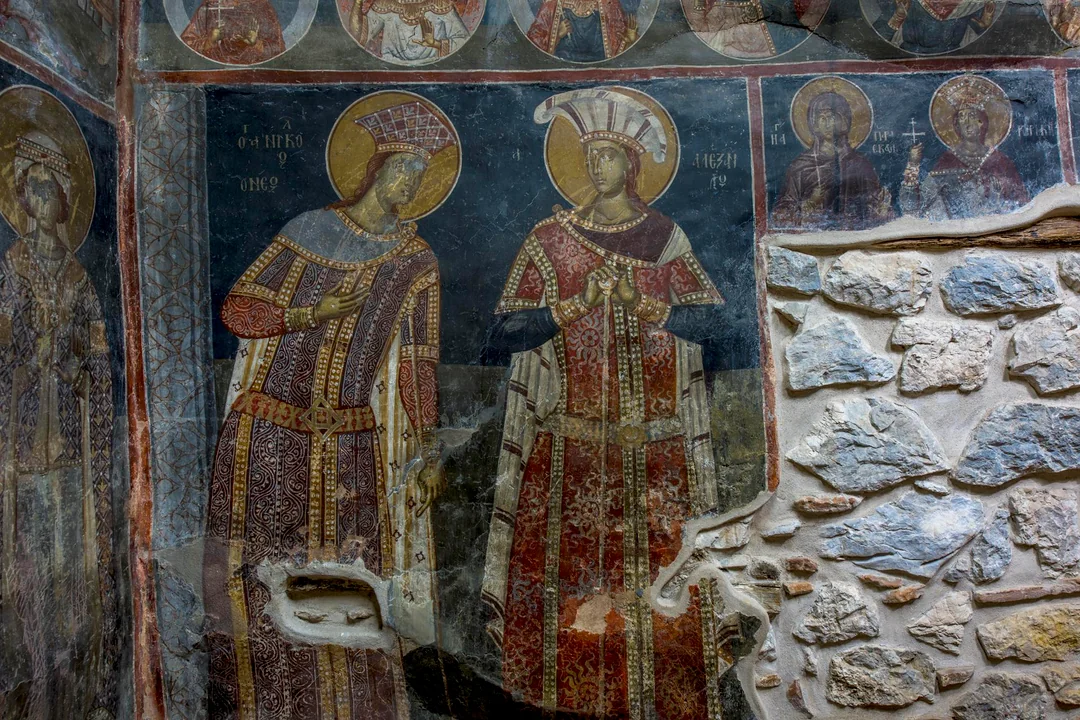
Prinsen Teodor I en Andrea II Muzaka afgebeeld in de kloosterkerk van de Muzaka-dynastie. (14e eeuw).

De Muzaka-dynastie leidde tijdens de Slag op het Merelveld in 1389, waar het Servische leger van Lazar Hrebeljanović met behulp van een Balkanalliantie een cruciale slag vocht, de Albanese troepen in gevecht tegen het Ottomaanse Rijk. Commandant Teodor II Muzaka vond hierbij de dood.

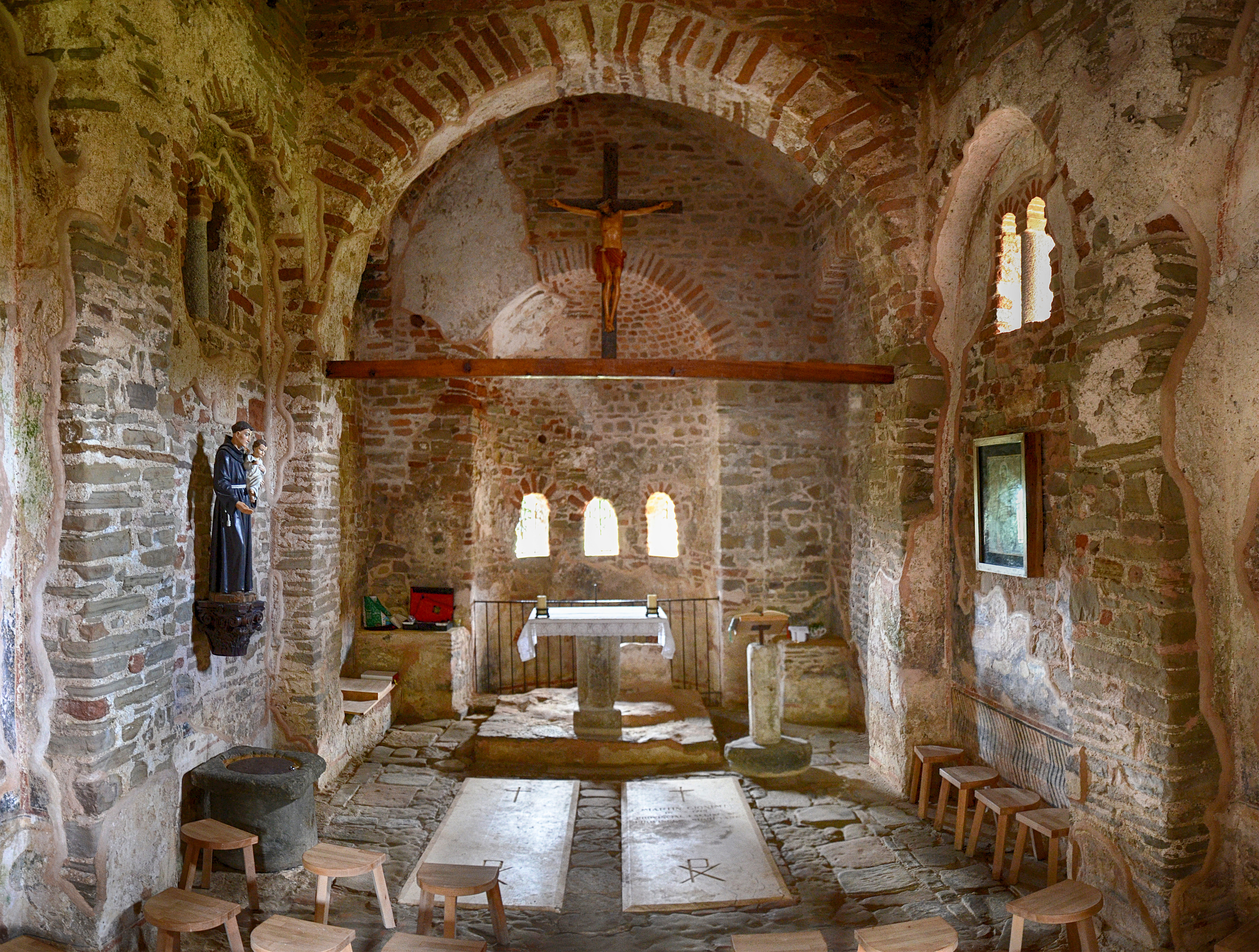
Het graf van despoot Andrea II en prinses Efimija in een kerk in een dorpje nabij Durrës, Albanië.

De Muzaka-dynastie had nauwe banden met andere Albanese dynastieën. Volgens de Albanese auteur Gjon Muzaka, die kort na de heerschappij van de Muzaka's leefde, was Vojsava Tripalda de dochter van Domenico Muzaka. Vojsava trouwde met de Albanese landsheer Gjon Kastrioti, uit dat huwelijk werd onder meer Gjergj Kastrioti, de volksheld van Albanië, geboren. Telg Maria Muzaka trouwde met de vorst Gjergj Arianiti, uit dat huwelijk werd prinses Donika - later vorstin van Albanië - geboren. De zus van Donika, Angjelina, trouwde met de Servische vorst Stefan Branković. Angjelina werd later heilig verklaard door de Servisch-Orthodoxe Kerk.

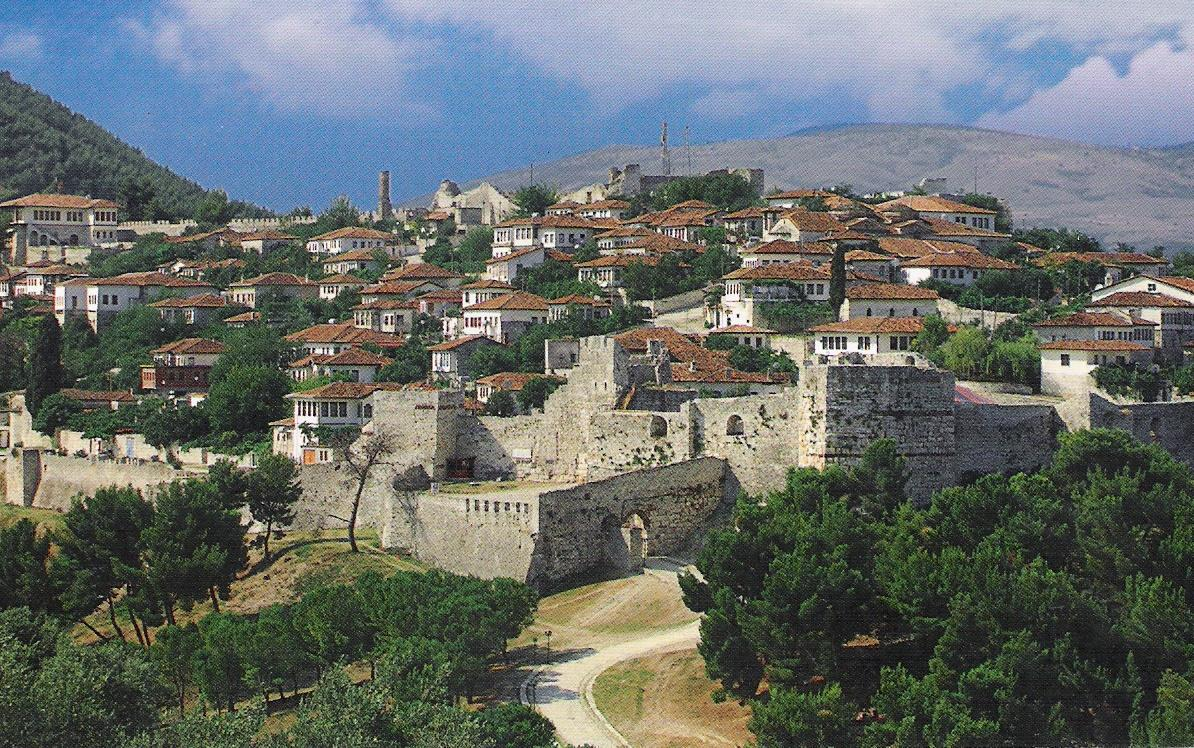
Het kasteel van Berat.

Het vorstendom Muzaka voegde zich in 1444 aan de Liga van Lezhë. Na de Ottomaanse veroveringen van Albanië hield de heerschappij over het vorstendom in Berat op, laatste heerser was Teodor III Muzaka. Gjin III Muzaka regeerde na de Ottomaanse bezettingen over een vazal.

## Heerserslijst
| Afbeelding | Monarch           | Regeringsperiode |
| ---------- | ----------------- | ---------------- |
|            | Andrea I Muzaka   | 1280–1319        |
|            | Teodor I Muzaka   | 1319–1331        |
|            | Andrea II Muzaka  | 1331–1372        |
|            | Teodor II Muzaka  | 1372–1389        |
|            | Teodor III Muzaka | 1389-1444        |

## Stamboom
- - Andrea I Muzaka ⚭ ?
    - Teodor I ⚭ Gropa-prinses
      - Andrea II ⚭ Efimija Matranga
        - Teodor II ⚭ ?
          - Nikollë

        - Gjin I ⚭ Suina Arianiti
          - Andrea III ⚭ Anna Zenebishi
            - Teodor III ⚭ ?
              - Jakub

            - Gjin II ⚭ Chiranna Matranga
              - Gjin III ⚭ Maria Dukagjini
                - Teodor IV
                - Adrian
                - Konstantin
                - Elena
                - Porfida

              - Zanfina ⚭ Moisi Golemi

            - Maria ⚭ Gjergj Arianiti
            - Helena

        - Stoja ⚭ ?
        - Komnena ⚭ Balsha II
        - Chiranna ⚭ Andrea Gropa

    - Mentulo ⚭ ?